# 桐庐指蛛
桐庐指蛛（学名：Bathyphantes tongluensis）为皿蛛科指蛛属的动物。在中国大陆，分布于杭州等地。该物种的模式产地在杭州桐庐。